# Anna Perenna

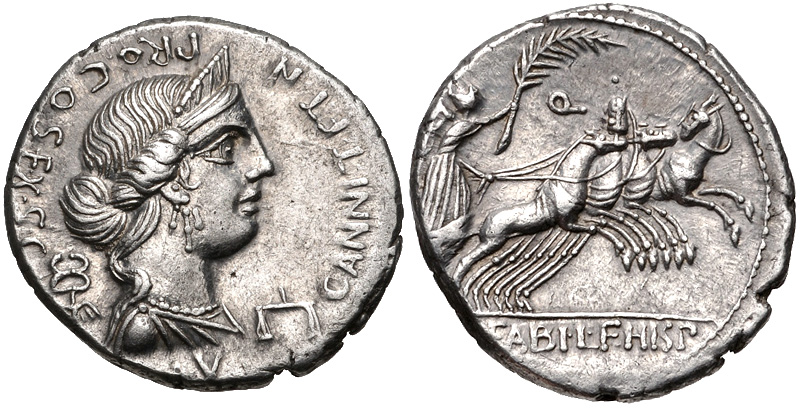
Anna Perenna auf einem Silber Denarius, 81–82 v. Chr.

Anna Perenna (lateinisch perennis jährlich bzw. beständig wiederkehrend) ist eine der vielen „kleinen“ Göttinnen des antiken Rom. Vermutlich (nach Franz Altheim) stammt sie aus der etruskischen Mythologie, wo sie eine Erdmuttergöttin darstellte, und wurde von den Römern übernommen.
Anna Perenna wurde am 15. März mit einem allgemeinen Festmahl in ihrem Hain am ersten Meilenstein der Via Flaminia geehrt (Feriae Annae Perennae), bei dem offenbar reichlich getrunken wurde. Man wünschte sich so viele Lebensjahre, wie es Becher zu trinken gelang, man tanzte und sang, was immer man kannte, vor allem aber obszöne Lieder.
Nach einer der von Ovid erzählten Geschichten geht das Fest auf eine alte Frau namens Anna aus Bovillae zurück, die während der Ständekämpfe zwischen Patriziern und Plebejern den verhungernden Plebejern täglich selbstgebackene Kuchen brachte und sie so vor dem Verhungern rettete.
Die Aischrologien, das Singen obszöner Lieder beim Fest, gingen auf einen Streich zurück, den die eben vergöttlichte Anna dem Gott Mars gespielt habe: Mars sei in die keusche Minerva verliebt gewesen und habe Anna um Kupplerdienste gebeten. Die habe ihn zunächst hingehalten und, als das nicht mehr ging, sich ihm verschleiert als bräutliche Minerva präsentiert. Die derben Scherze beim Fest würden an diesen gelungenen Streich erinnern, den Anna dem Kriegsgott gespielt haben soll.
Alternativ dazu wird von Ovid Anna Perenna mit Anna, der Schwester Didos, identifiziert.
1999 wurde der Brunnen der Anna Perenna auf der Piazza Euclide in Rom von Marina Piranomonte entdeckt und ausgegraben.  